# Allocasuarina emuina
Allocasuarina emuina är en tvåhjärtbladig växtart som beskrevs av Lawrence Alexander Sidney Johnson. Allocasuarina emuina ingår i släktet Allocasuarina och familjen Casuarinaceae. Inga underarter finns listade i Catalogue of Life.